# Руперт (Пенсилванија)
Руперт (енгл. Rupert) насељено је место без административног статуса у америчкој савезној држави Пенсилванија.

## Демографија
По попису из 2010. године број становника је 183, што је 9 (5,2%) становника више него 2000. године.
| Група             | 2000.       | 2010.       |
| Белци             | 166 (95,4%) | 181 (98,9%) |
| Афроамериканци    | 1 (0,6%)    | 0 (0,0%)    |
| Азијати           | 0 (0,0%)    | 0 (0,0%)    |
| Хиспаноамериканци | 8 (4,6%)    | 2 (1,1%)    |
| Укупно            | 174         | 183         |